# 부산영상예술고등학교
부산영상예술고등학교(釜山映像藝術高等學校)는 대한민국 부산광역시 영도구 신선동3가에 위치한 공립 고등학교이다.

## 학교 연혁
- 1954년 9월 10일 : 부산남여자상업고등학교 설립 인가(상업과 3학급, 가정과 3학급 총 6학급)
- 1955년 4월 25일 : 부산남여자상업고등학교 개교
- 1955년 7월 20일 : 학년당 각과 1학급 증가(상업과 2학급, 가정과 2학급) 총 12학급
- 1958년 2월 28일 : 제1회 졸업식
- 1971년 12월 24일 : 학교증설 제30학급 인가
- 2001년 3월 1일 : 부산영상고등학교 교명 변경 및 영상 특성화고 개편(영상제작과 2, 영상디자인과 2, 인터넷방송과 2, 만화캐릭터과 2 총 8학급)
- 2002년 4월 24일 : 신축교사 준공식(3,853평)
- 2006년 8월 31일 : 특수학급 1학급 인가
- 2006년 8월 31일 : 교명 변경(부산영상예술고등학교)
- 2007년 10월 31일 : 학과 개편(영상제작과 2, 영상연출과 2, 연기과 2, 영상디자인과 2 총 8학급, 학년당 25명)
- 2012년 11월 28일 : 인성교육 실천 연구학교 발표(부산광역시교육청 지정)
- 2020년 3월 1일 : 2020특성화고 혁신지원사업 운영(교육부/교육청 공동 주관)
- 2023년 9월 1일 : 제30대 정중우 교장 취임
- 2024년 2월 7일 : 제67회 졸업식(129명, 누계 25,987명)
- 2024년 3월 4일 : 제70회 입학식(148명)

## 설치 학과
- 연기과
- 공통과정(전문계)
- 영상디자인과
- 영상제작과
- 영상연출과

## 참고 자료
- 부산영상예술고등학교 - 한국교육학술정보원 학교알리미